# Jouy-en-Argonne
Jouy-en-Argonne ist eine französische Gemeinde mit 55 Einwohnern (Stand: 1. Januar 2022) im Département Meuse in der Region Grand Est (vor 2016: Lothringen). Die Gemeinde gehört zum Arrondissement Verdun, zum Kanton Clermont-en-Argonne und zum Gemeindeverband Argonne-Meuse.

## Geographie

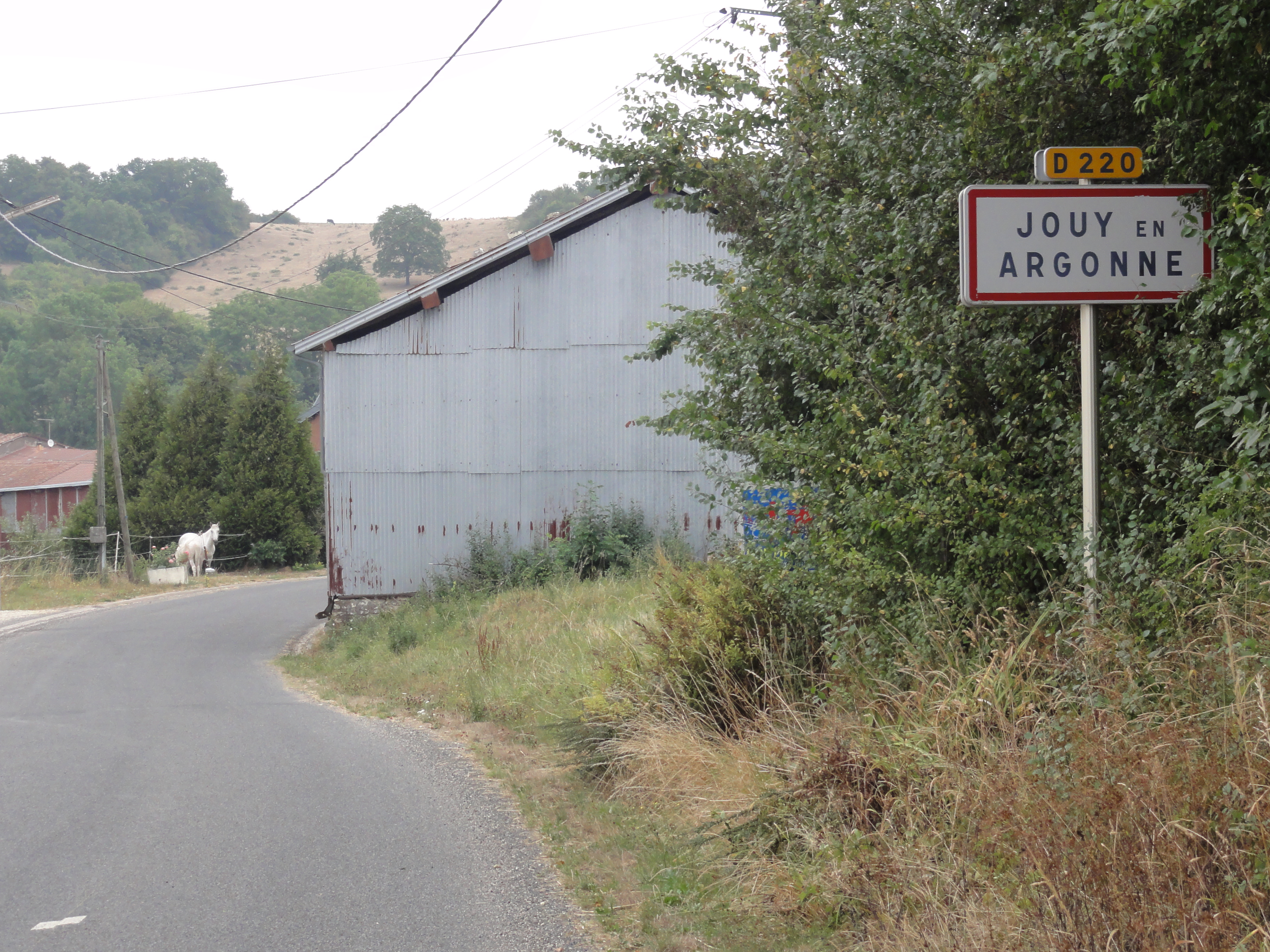
Ortseingang

Das Dorf Jouy-en-Argonne liegt am östlichen Rand der Argonnen in einem tiefen Tal, das außer im Südwesten von Hügeln umgeben ist. Das Gemeindegebiet wird vom Flüsschen Vadelaincourt durchquert, einem Zufluss der Cousances. Die Nachbargemeinden von Jouy-en-Argonne sind Dombasle-en-Argonne im Nordwesten und Norden, Sivry-la-Perche im Nordosten und Osten, Nixéville-Blercourt im Süden sowie Brocourt-en-Argonne im Westen.

## Bevölkerungsentwicklung
| Jahr                       | 1962 | 1968 | 1975 | 1982 | 1990 | 1999 | 2006 | 2012 | 2019 |
| Einwohner                  | 81   | 86   | 70   | 67   | 60   | 58   | 55   | 55   | 43   |
| Quellen: Cassini und INSEE |      |      |      |      |      |      |      |      |      |

## Sehenswürdigkeiten

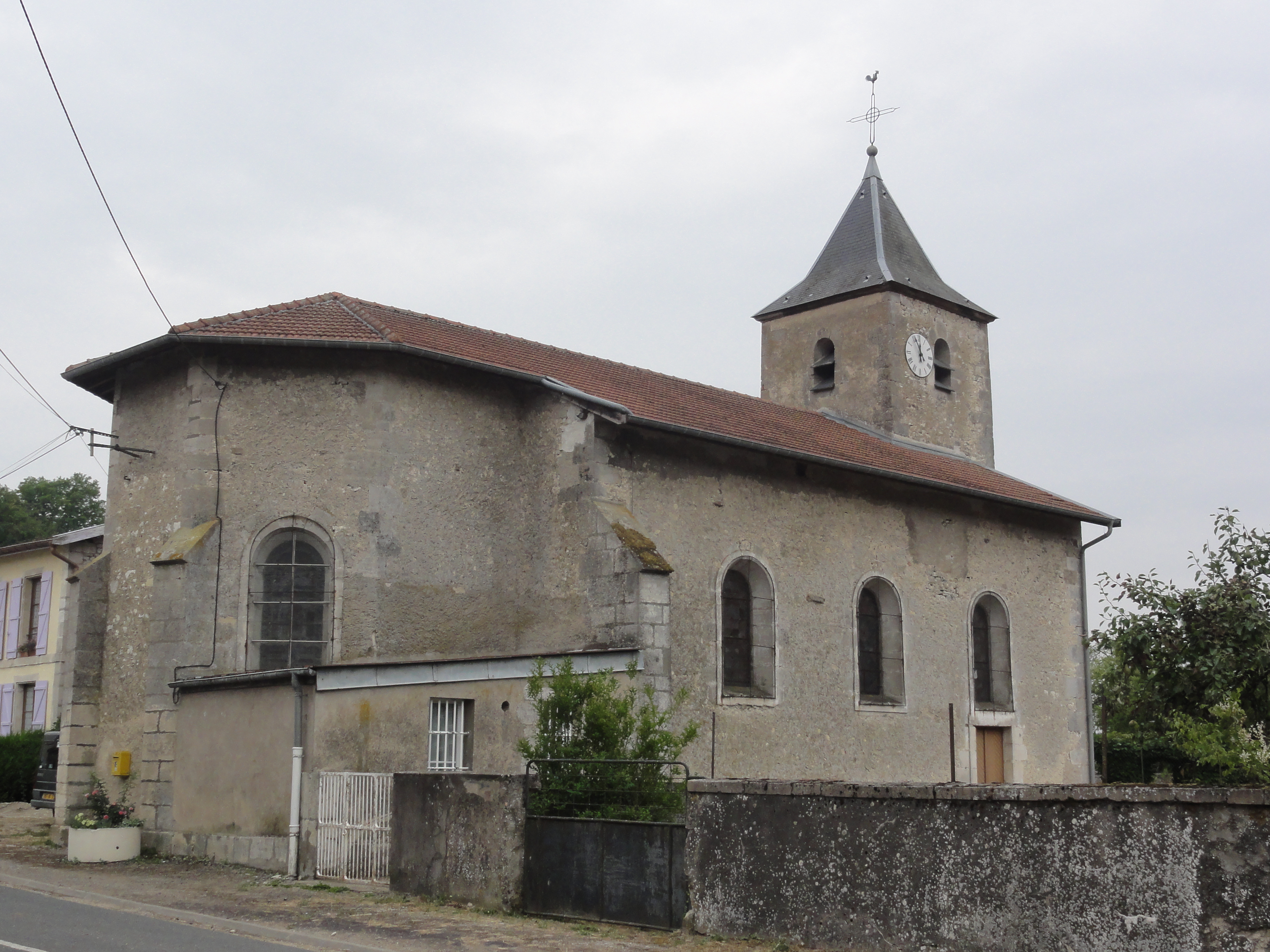
Kirche Saint-Grégoire-le-Grand

- Kirche Saint-Grégoire-le-Grand